# جون غراهام بيل
جون غراهام بيل (بالإنجليزية: John Graham Bell)‏ هو عالم طيور أمريكي، ولد في 12 يوليو 1812، وتوفي في 1899.